# Campeonato de Irlanda de Rugby 1991-92
El Campeonato de Rugby de Irlanda (oficialmente All-Ireland League) de 1991-92 fue la segunda edición del principal torneo de rugby de la Isla de Irlanda, el torneo que agrupa a equipos tanto de la República de Irlanda como los de Irlanda del Norte.
El campeón del torneo fue el equipo de Garryowen.

## Sistema de disputa
El torneo se disputó en formato de todos contra todos a una sola rueda, cada equipo totalizando 8 encuentros.
Al finalizar la fase regular, el equipo que finalizó en la primera posición se coronó como campeón del torneo.
Los últimos dos equipos descendieron directamente a la segunda división.

## Clasificación
| Pos. | Equipo             | Encuentros | Encuentros | Encuentros | Encuentros | Tantos | Tantos | Tantos | Puntos |
| Pos. | Equipo             | PJ         | PG         | PE         | PP         | F      | C      | Dif    | Puntos |
| ---- | ------------------ | ---------- | ---------- | ---------- | ---------- | ------ | ------ | ------ | ------ |
| 1.º  | Garryowen          | 8          | 7          | 0          | 1          | 162    | 91     | +71    | 14     |
| 2.º  | Shannon            | 8          | 5          | 1          | 2          | 101    | 88     | +13    | 11     |
| 3.º  | Ballymena          | 8          | 5          | 1          | 2          | 101    | 96     | +5     | 11     |
| 4.º  | Old Wesley         | 8          | 4          | 0          | 4          | 83     | 91     | -8     | 8      |
| 5.º  | Young Munster      | 8          | 3          | 1          | 4          | 71     | 72     | -1     | 7      |
| 6.º  | St. Mary's College | 8          | 3          | 0          | 5          | 78     | 78     | 0      | 6      |
| 7.º  | Cork Constitution  | 8          | 3          | 0          | 5          | 100    | 112    | -12    | 6      |
| 8.º  | Lansdowne          | 8          | 2          | 1          | 5          | 93     | 92     | +1     | 5      |
| 9.º  | Instonians         | 8          | 2          | 0          | 6          | 68     | 137    | -69    | 4      |

| Bandera de Irlanda              |
| Campeón Garryowen Football Club |
| Primer título                   |